# Xenofrea fractanulis
Xenofrea fractanulis là một loài bọ cánh cứng trong họ Cerambycidae.